# Human Chain
Human Chain è il primo album di Django Bates nella band omonima; è anche il primo album considerato a suo nome e non come sideman.
La registrazione è stata fatta a Londra nella primavera del 1986, ed ha due diverse pubblicazioni, in vinile, per due etichette inglesi: nel 1986, per la Loose Tubes Limited, e nel 1989 per la Ah-Hum Music.

## Tracce

### Lato A
1. Freely
2. My Girl
3. Antonia
4. Elderberries
5. La La La
6. Grinding To The Miller Men
7. Hollyhocks
8. Golden Slumbers

### Lato B
1. Further Away
2. Suguxhama
3. Jolobe
4. Ikebana
5. Bon
6. Nancy D.
7. Death

## Credits
Steve Argüelles: percussioni, batteria, marimba, piano (in A2).

Django Bates: piano, sintetizzatore, corno (tenore), tromba, chitarra.

Dudu Pukwana: sassofono (in A6).
Prodotto da Human Chain.

Registrato da J. Martin Rex e Mike Walter.